# Eurocup 2015-16
La temporada 2015-16 de la Eurocup (la segunda competición de clubes de baloncesto de Europa) se disputó del 13 de octubre de 2015 al 27 de abril de 2016 y la organizó la Unión de Ligas Europeas de Baloncesto (ULEB).
Esta fue la 8.ª edición de la competición en la era moderna de la Eurocup. Incluyendo la competición previa de la Copa ULEB, fue la 14.ª edición de la segunda competición del baloncesto masculino de clubs europeos. El ganador de esta competición se ganó una plaza en la fase de grupos de la Euroleague de la próxima temporada.

## Formato de la competición
Para esta temporada la competición contiene 36 equipos en la fase de grupos. Hay 6 grupos, cada uno con 6 equipos. Los equipos se dividen en dos conferencias regionales, la Conferencia Este y la Conferencia Oeste, para la fase de grupos. Los 36 equipos se componen de 31 equipos que se clasificaron a través de resultados de la temporada anterior en la liga nacional y 5 equipos que se clasificaron a través de tarjetas de invitación. Los cuatro primeros equipos de cada uno de los grupos de la fase de grupos se clasifican para unirse al Last 32. Además, los 8 clubes de la Euroleague que no se clasifican para el Top 16, se unen a los 24 equipos restantes para el Last 32 de la Eurocup.
Los dos mejores equipos de cada grupo del Last 32 avanzan a los octavos de final. En esta fase se juega en un formato de ida y de vuelta, determinada por un marcador global. El equipo mejor clasificado del Last 32 juega la vuelta en casa. Los 8 ganadores de los octavos de final avanzarán a los cuartos de final. En esta fase se juega en un formato de ida y de vuelta, determinada por un marcador global. El equipo mejor clasificado del Last 32 juega la vuelta en casa. 
Los 4 ganadores de los cuartos de final avanzarán a las semifinales. En esta fase se juega en un formato de ida y de vuelta, determinada por un marcador global. El equipo mejor clasificado del Last 32 juega la vuelta en casa. Los dos últimos equipos restantes avanzan a las Finales. En esta fase se juega en un formato de ida y de vuelta, determinada por un marcador global. El equipo mejor clasificado del Last 32 juega la vuelta en casa.

## Equipos
El 6 de mayo de 2015, la Euroleague Basketball anunció la distribución de equipos. A pesar de estar anunciado para el 8 de julio de 2015, la composición final de equipos se anunció el 29 de junio de 2015.
| Last 32                     | Last 32                        | Last 32                     | Last 32                      |
| --------------------------- | ------------------------------ | --------------------------- | ---------------------------- |
| FC Bayern Munich            | Limoges                        | Pınar Karşıyaka             | Maccabi FOX                  |
| Strasbourg                  | EA7 Milano                     | Stelmet Zielona Góra        | Dinamo Sassari               |
| Fase de grupos              |                                |                             |                              |
| Conferencia Oeste           | Conferencia Oeste              | Conferencia Este            | Conferencia Este             |
| Valencia Basket (4º)        | Grissin Bon Reggio Emilia (2º) | Nizhny Novgorod (4º)        | Trabzonspor (4º)             |
| Dominion Bilbao Basket (5º) | Umana Reyer Venezia (4º)       | Zenit Saint Petersburg (5º) | Banvit (6º)                  |
| Herbalife Gran Canaria (8º) | Dolomiti Energia Trento (5º)   | UNICS Kazan (6º)            | Galatasaray (8º)             |
| CAI Zaragoza (9º)           | Enel Brindisi (6º)             | Avtodor Saratov (7º)        | Beşiktaş İntegral Forex (9º) |
| Le Mans Sarthe (3º)         | ALBA Berlin (3º)               | Krasny Oktyabr (12º)        | PAOK (3º)                    |
| Nancy (4º)                  | ratiopharm Ulm (4º)            | Lietuvos Rytas (2º)         | Aris (4º)                    |
| Nanterre (5º)               | Telekom Baskets Bonn (5º)      | Neptūnas (4º)               | AEK Athens (5th)             |
| Union Olimpija (5º)         | EWE Baskets Oldenburg (7º)     | Hapoel Jerusalem (1º)       | Szolnoki Olaj (1º)           |
| Proximus Spirou (4º)        | MHP RIESEN Ludwigsburg (8º)    | Budućnost VOLI (3º)         | Steaua EximBank (4º)         |

Los números entre paréntesis representan las posiciones de los equipos en sus respectivas ligas domésticas, representando la clasificación del equipo después de los Playoffs finales.
Notas
1. 1 2 3 4 5 6 7 8 9  La Euroleague Basketball dio nueve tarjetas de invitación.
2. 1 2 3 4 5  Proximus Spirou, Avtodor Saratov y Szolnoki Olaj han sustituido a VEF Riga, PGE Turów y Juventus por no completar su inscripción en la Eurocup y participar en la nueva Copa Europea de la FIBA. EWE Baskets y MHP RIESEN han sustituido a ČEZ Nymburk y Telenet Oostende por no completar su inscripción en la Eurocup después del sorteo de la Eurocup y participar en la nueva Copa Europea de la FIBA.[8]

## Sorteo
El sorteo se celebró el 9 de julio de 2015. Los equipos se pusieron en seis bombos de tres equipos cada uno de acuerdo con la clasificación del club, sobre la base de su desempeño en las competiciones europeas durante un período de tres años.
Dos equipos de un mismo país no pueden coincidir juntos en el mismo grupo de la fase de grupos, si es posible. Las naciones de la ex Yugoslavia, que compiten de manera conjunta en la Liga Adriática -Serbia, Croacia, Eslovenia, Montenegro, Macedonia y Bosnia-Herzegovina- se consideran como un solo país a efectos del sorteo. A raíz de los estatutos, la posición más baja posible que cualquier club de esa liga que puede ocupar en el sorteo se calcula sumando los resultados del peor equipo de cada liga.
Conferencia Oeste
| Equipo          | Pts |
| --------------- | --- |
| ALBA Berlin     | 111 |
| Valencia Basket | 109 |
| ČEZ Nymburk     | 69  |

| Equipo                 | Pts |
| ---------------------- | --- |
| Herbalife Gran Canaria | 64  |
| Dominion Bilbao Basket | 64  |
| CAI Zaragoza           | 64  |

| Equipo           | Pts |
| ---------------- | --- |
| Union Olimpija   | 60  |
| Telenet Oostende | 59  |
| ratiopharm Ulm   | 56  |

| Equipo         | Pts |
| -------------- | --- |
| Nanterre       | 35  |
| Nancy          | 35  |
| Le Mans Sarthe | 35  |

| Equipo                    | Pts |
| ------------------------- | --- |
| Proximus Spirou           | 32  |
| Telekom Baskets           | 32  |
| Grissin Bon Reggio Emilia | 32  |

| Equipo                  | Pts |
| ----------------------- | --- |
| Umana Reyer Venezia     | 32  |
| Dolomiti Energia Trento | 32  |
| Enel Brindisi           | 32  |

Conferencia Este
| Equipo                  | Pts |
| ----------------------- | --- |
| UNICS Kazan             | 117 |
| Galatasaray             | 97  |
| Beşiktaş İntegral Forex | 90  |

| Equipo          | Pts |
| --------------- | --- |
| Banvit          | 85  |
| Nizhny Novgorod | 76  |
| Lietuvos Rytas  | 69  |

| Equipo                 | Pts |
| ---------------------- | --- |
| Trabzonspor            | 69  |
| Zenit Saint Petersburg | 60  |
| Krasny Oktyabr         | 60  |

| Equipo           | Pts |
| ---------------- | --- |
| Avtodor Saratov  | 60  |
| Budućnost VOLI   | 58  |
| Hapoel Jerusalem | 57  |

| Equipo     | Pts |
| ---------- | --- |
| PAOK       | 46  |
| Aris       | 46  |
| AEK Athens | 46  |

| Equipo          | Pts |
| --------------- | --- |
| Neptūnas        | 43  |
| Steaua EximBank | 36  |
| Szolnoki Olaj   | 25  |

Notas
1. 1 2 3 4 5 6 7 8 9 10 11 12 13 14 15 16 17 18 19 20  Estos equipos tienen los mínimos puntos para jugar la liga.

## Fase de grupos
En cada grupo, los equipos juegan dos partidos (en casa y a domicilio) contra todos los equipos de su grupo. Las jornadas serán 13-14 de octubre, 20-21 de octubre, 27-28 de octubre, 3-4 de noviembre, 10-11 de noviembre, 17-18 de noviembre, 24-25 de noviembre, 1-2 de diciembre, 8-9 de diciembre y 15-16 de diciembre de 2015.
Los cuatro primeros equipos de cada grupo se clasifican al Last 32, mientras que el quinto y el sexto de cada grupo quedan eliminados.
Estarán representados un total de 14 países en la fase de grupos. Umana Reyer Venezia, Dolomiti Energia Trento, Enel Brindisi, Avtodor Saratov, Trabzonspor, AEK Athens y Steaua EximBank harán su debut en la fase de grupos.

### Conferencia Oeste

#### Grupo A
| Pos. | Equipo                   | PJ | PG | PP | PF  | PC  | +/-  | Clasificación      |
| ---- | ------------------------ | -- | -- | -- | --- | --- | ---- | ------------------ |
| 1.   | Dominion Bilbao Basket   | 10 | 8  | 2  | 856 | 729 | +127 | Avanzan al Last 32 |
| 2.   | Dolomiti Energia Trento  | 10 | 7  | 3  | 875 | 827 | +48  | Avanzan al Last 32 |
| 3.   | Union Olimpija Ljubljana | 10 | 5  | 5  | 799 | 828 | -29  | Avanzan al Last 32 |
| 4.   | EWE Baskets Oldenburg    | 10 | 4  | 6  | 764 | 820 | -56  | Avanzan al Last 32 |
| 5.   | JSF Nanterre             | 10 | 4  | 6  | 772 | 801 | -29  | Eliminados         |
| 6.   | Telekom Baskets Bonn     | 10 | 2  | 8  | 838 | 899 | -61  | Eliminados         |

#### Grupo B
| Pos. | Equipo                    | PJ | PG | PP | PF  | PC  | +/-  | Clasificación      |
| ---- | ------------------------- | -- | -- | -- | --- | --- | ---- | ------------------ |
| 1.   | Herbalife Gran Canaria    | 10 | 8  | 2  | 839 | 752 | +87  | Avanzan al Last 32 |
| 2.   | MHP RIESEN Ludwigsburg    | 10 | 7  | 3  | 811 | 732 | +79  | Avanzan al Last 32 |
| 3.   | Grissin Bon Reggio Emilia | 10 | 6  | 4  | 778 | 759 | +19  | Avanzan al Last 32 |
| 4.   | ALBA Berlin               | 10 | 5  | 5  | 774 | 790 | -16  | Avanzan al Last 32 |
| 5.   | Le Mans Sarthe Basket     | 10 | 3  | 7  | 721 | 785 | -64  | Eliminados         |
| 6.   | Enel Basket Brindisi      | 10 | 1  | 9  | 710 | 815 | -105 | Eliminados         |

#### Grupo C
| Pos. | Equipo                    | PJ | PG | PP | PF  | PC  | +/-   | Clasificación      |
| ---- | ------------------------- | -- | -- | -- | --- | --- | ----- | ------------------ |
| 1.   | Valencia Basket           | 10 | 10 | 0  | 809 | 689 | +1200 | Avanzan al Last 32 |
| 2.   | CAI Zaragoza              | 10 | 7  | 3  | 760 | 757 | +3    | Avanzan al Last 32 |
| 3.   | ratiopharm Ulm            | 10 | 4  | 6  | 804 | 792 | +12   | Avanzan al Last 32 |
| 4.   | Umana Reyer Venezia       | 10 | 4  | 6  | 721 | 760 | -39   | Avanzan al Last 32 |
| 5.   | Proximus Spirou Charleroi | 10 | 3  | 7  | 731 | 782 | -51   | Eliminados         |
| 6.   | SLUC Nancy                | 10 | 2  | 8  | 714 | 759 | -45   | Eliminados         |

### Conferencia Este

#### Grupo D
| Pos. | Equipo                        | PJ | PG | PP | PF  | PC  | +/-  | Clasificación      |
| ---- | ----------------------------- | -- | -- | -- | --- | --- | ---- | ------------------ |
| 1.   | Aris Thessaloniki             | 10 | 7  | 3  | 731 | 701 | +30  | Avanzan al Last 32 |
| 2.   | UNICS Kazan                   | 10 | 7  | 3  | 800 | 722 | +78  | Avanzan al Last 32 |
| 3.   | Trabzonspor Medical Park      | 10 | 5  | 5  | 754 | 759 | -5   | Avanzan al Last 32 |
| 4.   | Banvit Bandirma               | 10 | 5  | 5  | 770 | 757 | +13  | Avanzan al Last 32 |
| 5.   | Budućnost VOLI Podgorica      | 10 | 4  | 6  | 747 | 725 | +22  | Eliminados         |
| 6.   | Steaua CSM EximBank Bucharest | 10 | 2  | 8  | 676 | 814 | -138 | Eliminados         |

#### Grupo E
| Pos. | Equipo                        | PJ | PG | PP | PF  | PC  | +/-  | Clasificación      |
| ---- | ----------------------------- | -- | -- | -- | --- | --- | ---- | ------------------ |
| 1.   | Zenit St Petersburg           | 10 | 8  | 2  | 820 | 746 | +74  | Avanzan al Last 32 |
| 2.   | Avtodor Saratov               | 10 | 7  | 3  | 947 | 839 | +108 | Avanzan al Last 32 |
| 3.   | PAOK Thessaloniki             | 10 | 5  | 5  | 773 | 831 | -58  | Avanzan al Last 32 |
| 4.   | Szolnoki Olaj                 | 10 | 4  | 6  | 763 | 827 | -64  | Avanzan al Last 32 |
| 5.   | Besiktas Sompo Japan Istanbul | 10 | 4  | 6  | 810 | 842 | -32  | Eliminados         |
| 6.   | Lietuvos Rytas Vilnius        | 10 | 2  | 8  | 856 | 884 | -28  | Eliminados         |

#### Grupo F
| Pos. | Equipo                        | PJ | PG | PP | PF  | PC  | +/-  | Clasificación      |
| ---- | ----------------------------- | -- | -- | -- | --- | --- | ---- | ------------------ |
| 1.   | Galatasaray Odeabank Istanbul | 10 | 7  | 3  | 867 | 789 | +78  | Avanzan al Last 32 |
| 2.   | Neptunas Klaipeda             | 10 | 6  | 4  | 829 | 807 | +22  | Avanzan al Last 32 |
| 3.   | Nizhny Novgorod               | 10 | 6  | 4  | 801 | 780 | +21  | Avanzan al Last 32 |
| 4.   | Hapoel Bank Yahav Jerusalem   | 10 | 5  | 5  | 808 | 798 | +10  | Avanzan al Last 32 |
| 5.   | AEK Athens                    | 10 | 5  | 5  | 794 | 812 | -18  | Eliminados         |
| 6.   | Krasny Oktyabr Volgograd      | 10 | 1  | 9  | 797 | 910 | -113 | Eliminados         |

## Last 32
En cada grupo, los equipos jugaron dos partidos (en casa y a domicilio) contra todos los equipos de su grupo. Las jornadas fueron el 5-6 de enero, 12-13 de enero, 19-20 de enero, 26-27 de enero, 2-3 de febrero y 9-10 de febrero de 2016.
Los dos primeros equipos de cada grupo se clasificaron a los octavos de finsl, mientras que los dos últimos equipos de cada grupo quedaron eliminados.

### Grupo G
| Pos. | Equipo                 | PJ | PG | PP | PF  | PC  | +/- | Clasificación                  |
| ---- | ---------------------- | -- | -- | -- | --- | --- | --- | ------------------------------ |
| 1.   | FC Bayern Munich       | 6  | 4  | 2  | 476 | 454 | +22 | Avanzan a los octavos de final |
| 2.   | Banvit Bandirma        | 6  | 4  | 2  | 487 | 455 | +32 | Avanzan a los octavos de final |
| 3.   | Dominion Bilbao Basket | 6  | 3  | 3  | 483 | 464 | +19 | Eliminados                     |
| 4.   | ratiopharm Ulm         | 6  | 1  | 5  | 435 | 508 | -73 | Eliminados                     |

### Grupo H
| Pos. | Equipo                      | PJ | PG | PP | PF  | PC  | +/- | Clasificación                  |
| ---- | --------------------------- | -- | -- | -- | --- | --- | --- | ------------------------------ |
| 1.   | Herbalife Gran Canaria      | 6  | 5  | 1  | 531 | 440 | +91 | Avanzan a los octavos de final |
| 2.   | Strasbourg                  | 6  | 4  | 2  | 464 | 456 | +8  | Avanzan a los octavos de final |
| 3.   | Avtodor Saratov             | 6  | 3  | 3  | 531 | 540 | -9  | Eliminados                     |
| 4.   | Hapoel Bank Yahav Jerusalem | 6  | 0  | 6  | 455 | 545 | -90 | Eliminados                     |

### Grupo I
| Pos. | Equipo                | PJ | PG | PP | PF  | PC  | +/- | Clasificación                  |
| ---- | --------------------- | -- | -- | -- | --- | --- | --- | ------------------------------ |
| 1.   | EWE Baskets Oldenburg | 6  | 4  | 2  | 494 | 490 | +4  | Avanzan a los octavos de final |
| 2.   | Limoges CSP           | 6  | 3  | 3  | 494 | 467 | +27 | Avanzan a los octavos de final |
| 3.   | Valencia Basket       | 6  | 3  | 3  | 474 | 462 | +12 | Eliminados                     |
| 4.   | PAOK Thessaloniki     | 6  | 2  | 4  | 425 | 468 | -43 | Eliminados                     |

### Grupo J
| Pos. | Equipo                   | PJ | PG | PP | PF  | PC  | +/- | Clasificación                  |
| ---- | ------------------------ | -- | -- | -- | --- | --- | --- | ------------------------------ |
| 1.   | EA7 Emporio Armani Milan | 6  | 4  | 2  | 474 | 442 | +32 | Avanzan a los octavos de final |
| 2.   | ALBA Berlin              | 6  | 3  | 3  | 447 | 433 | +14 | Avanzan a los octavos de final |
| 3.   | Aris Thessaloniki        | 6  | 3  | 3  | 429 | 438 | -9  | Eliminados                     |
| 4.   | Neptunas Klaipeda        | 6  | 2  | 4  | 409 | 446 | -37 | Eliminados                     |

### Grupo K
| Pos. | Equipo                    | PJ | PG | PP | PF  | PC  | +/- | Clasificación                  |
| ---- | ------------------------- | -- | -- | -- | --- | --- | --- | ------------------------------ |
| 1.   | Dolomiti Energia Trento   | 6  | 4  | 2  | 470 | 467 | +3  | Avanzan a los octavos de final |
| 2.   | Pınar Karşıyaka Izmir     | 6  | 3  | 3  | 498 | 426 | +72 | Avanzan a los octavos de final |
| 3.   | Trabzonspor Medical Park  | 6  | 3  | 3  | 450 | 465 | -15 | Eliminados                     |
| 4.   | Grissin Bon Reggio Emilia | 6  | 2  | 4  | 454 | 514 | -60 | Eliminados                     |

### Grupo L
| Pos. | Equipo                 | PJ | PG | PP | PF  | PC  | +/- | Clasificación                  |
| ---- | ---------------------- | -- | -- | -- | --- | --- | --- | ------------------------------ |
| 1.   | Zenit St Petersburg    | 6  | 4  | 2  | 479 | 470 | +9  | Avanzan a los octavos de final |
| 2.   | Stelmet Zielona Góra   | 6  | 3  | 3  | 458 | 463 | -5  | Avanzan a los octavos de final |
| 3.   | MHP RIESEN Ludwigsburg | 6  | 3  | 3  | 477 | 468 | +9  | Eliminados                     |
| 4.   | Umana Reyer Venice     | 6  | 2  | 4  | 461 | 474 | -13 | Eliminados                     |

### Grupo M
| Pos. | Equipo                   | PJ | PG | PP | PF  | PC  | +/- | Clasificación                  |
| ---- | ------------------------ | -- | -- | -- | --- | --- | --- | ------------------------------ |
| 1.   | UNICS Kazan              | 6  | 6  | 0  | 495 | 449 | +46 | Avanzan a los octavos de final |
| 2.   | Nizhny Novgorod          | 6  | 3  | 3  | 490 | 482 | +8  | Avanzan a los octavos de final |
| 3.   | Maccabi FOX Tel Aviv     | 6  | 2  | 4  | 469 | 494 | -25 | Eliminados                     |
| 4.   | Union Olimpija Ljubljana | 6  | 1  | 5  | 440 | 469 | -29 | Eliminados                     |

### Grupo N
| Pos. | Equipo                           | PJ | PG | PP | PF  | PC  | +/- | Clasificación                  |
| ---- | -------------------------------- | -- | -- | -- | --- | --- | --- | ------------------------------ |
| 1.   | Galatasaray Odeabank Istanbul    | 6  | 4  | 2  | 493 | 414 | +79 | Avanzan a los octavos de final |
| 2.   | CAI Zaragoza                     | 6  | 4  | 2  | 480 | 451 | +29 | Avanzan a los octavos de final |
| 3.   | Dinamo Banco di Sardegna Sassari | 6  | 3  | 3  | 463 | 480 | -17 | Eliminados                     |
| 4.   | Szolnoki Olaj                    | 6  | 1  | 5  | 403 | 494 | -91 | Eliminados                     |

## Fase final
|  | Octavos de final        | Octavos de final        | Octavos de final | Octavos de final |     |                         | Cuartos de final | Cuartos de final | Cuartos de final | Cuartos de final |  |             | Semifinales | Semifinales | Semifinales | Semifinales |            |    | Finales | Finales | Finales | Finales |
|  |                         |                         |                  |                  |     |                         |                  |                  |                  |                  |  |             |             |             |             |             |            |    |         |         |         |         |
|  | ALBA Berlin             | 82                      | 75               | 157              |     |                         |                  |                  |                  |                  |  |             |             |             |             |             |            |    |         |         |         |         |
|  | FC Bayern Munich        | 82                      | 84               | 166              |     |                         |                  |                  |                  |                  |  |             |             |             |             |             |            |    |         |         |         |         |
|  | FC Bayern Munich        | 82                      | 84               | 166              |     | FC Bayern Munich        | 99               | 59               | 158              |                  |  |             |             |             |             |             |            |    |         |         |         |         |
|  |                         |                         |                  |                  |     | FC Bayern Munich        | 99               | 59               | 158              |                  |  |             |             |             |             |             |            |    |         |         |         |         |
|  |                         | Galatasaray             | 89               | 72               | 161 |                         |                  |                  |                  |                  |  |             |             |             |             |             |            |    |         |         |         |         |
|  | Pınar Karşıyaka         | Galatasaray             | 89               | 72               | 161 | 67                      | 65               | 132              |                  |                  |  |             |             |             |             |             |            |    |         |         |         |         |
|  | Pınar Karşıyaka         |                         |                  |                  |     | 67                      | 65               | 132              |                  |                  |  |             |             |             |             |             |            |    |         |         |         |         |
|  | Galatasaray             | 64                      | 93               | 157              |     |                         |                  |                  |                  |                  |  |             |             |             |             |             |            |    |         |         |         |         |
|  | Galatasaray             | 64                      | 93               | 157              |     |                         |                  |                  |                  |                  |  | Galatasaray | 89          | 81          | 170         |             |            |    |         |         |         |         |
|  |                         |                         |                  |                  |     |                         |                  |                  |                  |                  |  | Galatasaray | 89          | 81          | 170         |             |            |    |         |         |         |         |
|  |                         | Herbalife Gran Canaria  | 75               | 94               | 169 |                         |                  |                  |                  |                  |  |             |             |             |             |             |            |    |         |         |         |         |
|  | Stelmet Zielona Góra    | Herbalife Gran Canaria  | 75               | 94               | 169 | 68                      | 71               | 139              |                  |                  |  |             |             |             |             |             |            |    |         |         |         |         |
|  | Stelmet Zielona Góra    |                         |                  |                  |     | 68                      | 71               | 139              |                  |                  |  |             |             |             |             |             |            |    |         |         |         |         |
|  | Unics Kazan             | 72                      | 54               | 126              |     |                         |                  |                  |                  |                  |  |             |             |             |             |             |            |    |         |         |         |         |
|  | Unics Kazan             | 72                      | 54               | 126              |     | Stelmet Zielona Góra    | 82               | 86               | 168              |                  |  |             |             |             |             |             |            |    |         |         |         |         |
|  |                         |                         |                  |                  |     | Stelmet Zielona Góra    | 82               | 86               | 168              |                  |  |             |             |             |             |             |            |    |         |         |         |         |
|  |                         | Herbalife Gran Canaria  | 93               | 83               | 176 |                         |                  |                  |                  |                  |  |             |             |             |             |             |            |    |         |         |         |         |
|  | Limoges CSP             | Herbalife Gran Canaria  | 93               | 83               | 176 | 65                      | 78               | 143              |                  |                  |  |             |             |             |             |             |            |    |         |         |         |         |
|  | Limoges CSP             |                         |                  |                  |     | 65                      | 78               | 143              |                  |                  |  |             |             |             |             |             |            |    |         |         |         |         |
|  | Herbalife Gran Canaria  | 82                      | 77               | 159              |     |                         |                  |                  |                  |                  |  |             |             |             |             |             |            |    |         |         |         |         |
|  | Herbalife Gran Canaria  | 82                      | 77               | 159              |     |                         |                  |                  |                  |                  |  |             |             |             |             |             | Strasbourg | 66 | 67      | 133     |         |         |
|  |                         |                         |                  |                  |     |                         |                  |                  |                  |                  |  |             |             |             |             |             |            | 66 | 67      | 133     |         |         |
|  |                         | Galatasaray             | 62               | 78               | 140 |                         |                  |                  |                  |                  |  |             |             |             |             |             |            |    |         |         |         |         |
|  | Nizhny Novgorod         | Galatasaray             | 62               | 78               | 140 | 102                     | 74               | 176              |                  |                  |  |             |             |             |             |             |            |    |         |         |         |         |
|  | Nizhny Novgorod         |                         |                  |                  |     | 102                     | 74               | 176              |                  |                  |  |             |             |             |             |             |            |    |         |         |         |         |
|  | Zenit San Petersburgo   | 76                      | 89               | 165              |     |                         |                  |                  |                  |                  |  |             |             |             |             |             |            |    |         |         |         |         |
|  | Zenit San Petersburgo   | 76                      | 89               | 165              |     | Nizhny Novgorod         | 85               | 91               | 176              |                  |  |             |             |             |             |             |            |    |         |         |         |         |
|  |                         |                         |                  |                  |     | Nizhny Novgorod         | 85               | 91               | 176              |                  |  |             |             |             |             |             |            |    |         |         |         |         |
|  |                         | Strasbourg              | 94               | 91               | 185 |                         |                  |                  |                  |                  |  |             |             |             |             |             |            |    |         |         |         |         |
|  | Strasbourg              | Strasbourg              | 94               | 91               | 185 | 76                      | 93               | 169              |                  |                  |  |             |             |             |             |             |            |    |         |         |         |         |
|  | Strasbourg              |                         |                  |                  |     | 76                      | 93               | 169              |                  |                  |  |             |             |             |             |             |            |    |         |         |         |         |
|  | EWE Baskets Oldenburg   | 78                      | 64               | 142              |     |                         |                  |                  |                  |                  |  |             |             |             |             |             |            |    |         |         |         |         |
|  | EWE Baskets Oldenburg   | 78                      | 64               | 142              |     |                         |                  |                  |                  |                  |  | Strasbourg  | 68          | 86          | 154         |             |            |    |         |         |         |         |
|  |                         |                         |                  |                  |     |                         |                  |                  |                  |                  |  | Strasbourg  | 68          | 86          | 154         |             |            |    |         |         |         |         |
|  |                         | Dolomiti Energia Trento | 74               | 78               | 152 |                         |                  |                  |                  |                  |  |             |             |             |             |             |            |    |         |         |         |         |
|  | CAI Zaragoza            | Dolomiti Energia Trento | 74               | 78               | 152 | 85                      | 65               | 150              |                  |                  |  |             |             |             |             |             |            |    |         |         |         |         |
|  | CAI Zaragoza            |                         |                  |                  |     | 85                      | 65               | 150              |                  |                  |  |             |             |             |             |             |            |    |         |         |         |         |
|  | Dolomiti Energia Trento | 83                      | 79               | 162              |     |                         |                  |                  |                  |                  |  |             |             |             |             |             |            |    |         |         |         |         |
|  | Dolomiti Energia Trento | 83                      | 79               | 162              |     | Dolomiti Energia Trento | 83               | 92               | 175              |                  |  |             |             |             |             |             |            |    |         |         |         |         |
|  |                         |                         |                  |                  |     | Dolomiti Energia Trento | 83               | 92               | 175              |                  |  |             |             |             |             |             |            |    |         |         |         |         |
|  |                         | EA7 Milan               | 73               | 79               | 152 |                         |                  |                  |                  |                  |  |             |             |             |             |             |            |    |         |         |         |         |
|  | Banvit Bandirma         | EA7 Milan               | 73               | 79               | 152 | 69                      | 76               | 145              |                  |                  |  |             |             |             |             |             |            |    |         |         |         |         |
|  | Banvit Bandirma         |                         |                  |                  |     | 69                      | 76               | 145              |                  |                  |  |             |             |             |             |             |            |    |         |         |         |         |
|  | EA7 Milan               | 72                      | 79               | 151              |     |                         |                  |                  |                  |                  |  |             |             |             |             |             |            |    |         |         |         |         |

### Octavos de final
Esta fase se jugó en un formato de ida y de vuelta, determinada por un marcador global, entre el 23 de febrero y el 2 de marzo de 2016. El equipo mejor clasificado del Last 32 jugó la vuelta en casa. 

### Cuartos de final
Esta fase se jugará en un formato de ida y de vuelta, determinada por un marcador global, entre el 15 y el 23 de marzo de 2016. El equipo mejor clasificado del Last 32 juega la vuelta en casa.

### Semifinales
Esta fase se jugará en un formato de ida y de vuelta, determinada por un marcador global, entre el 29 de marzo y el 6 de abril de 2016. El equipo mejor clasificado del Last 32 juega la vuelta en casa. 

### Finales
Esta fase se jugará en un formato de ida y de vuelta, determinada por un marcador global, los días 22 y 27 de abril de 2016. El equipo mejor clasificado del Last 32 juega la vuelta en casa.